# East Looe
East Looe är en ort i civil parish Looe, i distriktet Cornwall, i grevskapet Cornwall, i England. East Looe var en civil parish fram till 1934 när blev den en del av Looe. Civil parish hade 1 433 invånare år 1931.